# حمام رمدان
حمام رمدان مربوط به دوره قاجار است و در شهرستان گلوگاه، بخش مرکزی، دهستان توسکاچشمه، روستای رمدان واقع شده و این اثر در تاریخ ۲۷ آبان ۱۳۸۶ با شمارهٔ ثبت ۲۰۲۸۳ به‌عنوان یکی از آثار ملی ایران به ثبت رسیده است.